# Virgil (Illinois)
Virgil és una població dels Estats Units a l'estat d'Illinois. Segons el cens del 2000 tenia 266 habitants.

## Demografia
Segons el cens del 2000, Virgil tenia 266 habitants, 86 habitatges, i 73 famílies. La densitat de població era de 54,6 habitants/km².
Dels 86 habitatges en un 50% hi vivien nens de menys de 18 anys, en un 69,8% hi vivien parelles casades, en un 11,6% dones solteres, i en un 14% no eren unitats familiars. En el 12,8% dels habitatges hi vivien persones soles el 3,5% de les quals corresponia a persones de 65 anys o més que vivien soles. El nombre mitjà de persones vivint en cada habitatge era de 3,09 i el nombre mitjà de persones que vivien en cada família era de 3,38.
Per edats la població es repartia de la següent manera: un 35,3% tenia menys de 18 anys, un 4,9% entre 18 i 24, un 33,5% entre 25 i 44, un 22,6% de 45 a 60 i un 3,8% 65 anys o més.
L'edat mediana era de 33 anys. Per cada 100 dones de 18 o més anys hi havia 93,3 homes.
La renda mediana per habitatge era de 78.252 $ i la renda mediana per família de 80.687 $. Els homes tenien una renda mediana de 45.000 $ mentre que les dones 30.417 $. La renda per capita de la població era de 26.881 $. Cap de les famílies i el 0,4% de la població estaven per davall del llindar de pobresa.

## Poblacions més properes
El següent diagrama mostra les poblacions més properes.